# Zwiozdnyj
Zwiozdnyj – osiedle typu miejskiego w Rosji, w Kraju Permskim. W 2010 roku liczyło 9151 mieszkańców.